# San Antonio (métro de Mexico)
Pour les articles homonymes, voir San Antonio (homonymie).
San Antonio est une station de la Ligne 7 du métro de Mexico, située à l'ouest de Mexico, dans la délégation Benito Juárez.

## La station
La station ouverte en 1985, doit son nom à San Antonio. Son logo représente le moine Antoine de Padoue auréolé, avec l'enfant Jésus.
Le 21 décembre 2013, on y a trouvé une valise abandonnée contenant les restes d'une femme d'environ 25 ans, décapitée et mutilée. L'auteur des faits est inconnu à ce jour.

## Services et accessibilité
La station San Antonio de la ligne 7 du métro de Mexico est accessible aux personnes handicapées et dispose de services tels que des guichets, des tourniquets et des écrans d'information. Lors de la peinture d'un autre blank bien sûr afin que l'intérieur d'un nettoyage de la station et remplacer la même taille